# JapanSCORE
JapanSCORE（ジャパンスコア）とは、日本成人心臓血管外科手術データベース（英: Japan Adult Cardiovascular Surgery Database、JACVSD）に集積されたデータをもとにした、成人心臓血管外科領域の手術におけるリスク解析機能である。

## 概要
心臓血管外科領域における手術リスクの評価手段として用いることの出来るリスク解析モデルとして、代表的なものにはEuroSCOREやSTS scoreなどが存在するが、日本では20世紀まで心臓血管外科手術の全国規模でのリスク調査がなされておらず、そのため日本人の臨床データに基づいたリスク解析モデルが存在しなかった。代替としてEuroSCOREなどが用いられてきたが、実際の日本での臨床実態や手術成績とは乖離があると考えられた。
そこで、1999年よりアジア地域における同様のデータベース作成が検討され、2000年2月 JACVSD構築に向けてデータベース小委員会が日本心臓血管外科学会、日本胸部外科学会のもとで発足。2001年8月より実際にインターネットを介してデータ入力が開始された。その後参加施設を順次全国に拡大していき、2007年10月よりデータ解析機能（JapanSCORE）が設置された。
JACVSDの公式ウェブサイトにおいて、身長・体重、術前の既往、検査データ、その他種々の手術リスクに関わる因子を入力することにより、「30 Days Operative Mortality」（30日手術死亡率）および「30 Days Operative Mortality + 主要合併症」をそれぞれパーセントで算出できる（但し、計算式は公開されていない）。この結果は、心臓血管外科手術を受ける患者に対する手術説明の際に実際に利用されている。